# Kampung Melayu (Banyuwangi)
Kampung Melayu is een bestuurslaag in het regentschap Banyuwangi van de provincie Oost-Java, Indonesië. Kampung Melayu telt 3039 inwoners (volkstelling 2010).